# سيلاس دا سيلفا
سيلاس دا سيلفا (بالبرتغالية: Jorge Manuel Rebelo Fernandes‏) (1 سبتمبر 1976 بلشبونة في البرتغال - ) هو لاعب كرة قدم برتغالي في مركز الوسط. شارك مع منتخب البرتغال لكرة القدم. أما مع النوادي، فقد لعب مع أتليتيكو كلوب دي برتغال وأيل ليماسول ونادي إلتشي ونادي بيلينينسش ونادي سبتة ونادي ماريتيمو ووولفرهامبتون واندررز ويو دي ليريا ونورث إيست يونايتد وAEP Paphos FC ‏ وأثنيكس أشنة ‏.

## وصلات خارجية
- سيلاس دا سيلفا على موقع قاعدة بيانات كرة القدم.إي يو (الإنجليزية)
- سيلاس دا سيلفا على موقع ناشيونال فوتبول تيمز (الإنجليزية)
- سيلاس دا سيلفا على موقع Soccerbase.com (لاعب) (الإنجليزية)
- سيلاس دا سيلفا على موقع Soccerway.com (الإنجليزية)
- سيلاس دا سيلفا على موقع عالم كرة القدم.نت (الإنجليزية)